# Max Linder
Max Linder, vlastním jménem Gabriel Maxmilien Leuvielle (16. prosince 1883, Saint-Loubès, Gironde, Francie – 31. října 1925, Paříž, Francie), byl francouzský herec-komik a režisér, francouzský průkopník éry němého filmu.

## Životopis

### Začátky
Narodil se nedaleko od francouzského města Bordeaux a pocházel z katolické rodiny. Na přelomu 19. a 20. století se ve věku sedmnácti let osamostatnil, odešel do Paříže a stal se nejprve divadelním hercem. Ale již v roce 1905 se začal věnovat tehdy zbrusu novému druhu umění, právě se rodící kinematografii, kdy začal natáčet grotesky pro známou francouzskou filmovou společnost Pathé. Záhy se stal známým a velice populárním. Před první světovou válkou údajně natočil nejméně 200 krátkých filmových grotesek (ale pravděpodobně mnohem více), ze kterých se do dnešních dob dochoval pouze zlomek. Ve všech svých němých filmech vytvořil filmovou postavu šviháka Maxe, dobře oblečeného smutného muže. Stal se první velkou filmovou hvězdou éry němého filmu, který až do roku 1914 vládl filmovému žánru nejen evropské ale i světové grotesky. Stal se, mimo jiné, také velkou inspirací zejména pro svého nejznámějšího a nejproslulejšího následovníka Charlese Chaplina, kterého si velice vážil.

### Poválečné období
Zlom v jeho kariéře představovala první světová válka, ve které bojoval jako dobrovolník, a která pro něj znamenala velký fyzický i psychický otřes. V roce 1916, po svém zranění a návratu z armády odejel na čas do USA, kde v té době již exceloval Charlie Chaplin se svojí filmovou postavou tuláka. Max Linder však, pro svoji nemoc a deprese, již nedokázal svůj předválečný úspěch zopakovat a jeho popularita postupně upadala a brzy se vrátil zpět do Evropy. V roce 1920 se pak do USA ještě jednou vrátil a začal sám točit své vlastní filmy, které si sám produkoval i režíroval. Nicméně v té době již, kromě Charlese Chaplina, na scéně vystupovali i Harold Lloyd a Buster Keaton, kterým jeho filmy také nedokázaly dobře konkurovat. V roce 1925 společně se svojí ženou spáchal sebevraždu v malém pařížském hotelu Phrygien.

## Vybraná filmografie (anglicky)
- The Skater's Debut (1907)
- Max and His Mother-in-Law (1911)
- Max Takes Tonics (1911)
- Max and His Dog (1912)
- Max's Hat (1913)

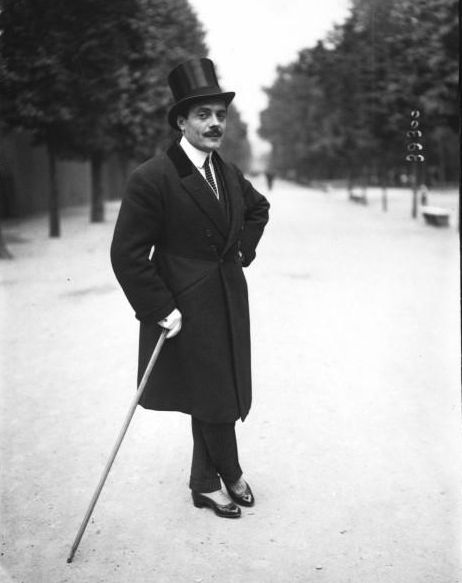
Max Linder v roce 1914

- Max and the Jealous Husband (1914)
- Max in America (1917)
- Max in a Taxi (1917)
- Max Wants a Divorce (1917)
- Seven Years Bad Luck (1921), česky Sedm let neštěstí
- Be my wife (1921), česky Pro pět ran, buď mojí ženuškou!
- The Three Must-Get-Theres (1922), česky Tři mušketýři
- Au Secours! (Help!) (1924)